# Standing at the Sky's Edge (musical)
Standing at the Sky's Edge è un musical del 2019 con libretto di Chris Bush e le musiche composte da Richard Hawley per l'omonimo album del 2012.

## Storia delle rappresentazioni
Il musical ha avuto la sua prima assoluta al Crucible Theatre di Sheffield il 14 marzo 2019 per la regia di Robert Hastie. Successivamente il musical è stato riproposto nello stesso teatro nella stagione 2022/2023 e, forte delle recensioni positive, è stato presentato al National Theatre di Londra nel febbraio e marzo 2023. Il musical è stato accolto molto positivamente dalla critica e ha ricevuto otto candidature al Premio Laurence Olivier, vincendone due: il premio al miglior nuovo musical e alla migliore colonna sonora o arrangiamenti originali.